# Радован Зоговић
Радован Зоговић (Машница, 19. август 1907 — Београд, 5. јануар 1986) био је југословенски пјесник.

## Биографија
Основну школу завршио је у родном крају, гимназију је похађао у Беранама, Пећи и Тетову, а књижевност је дипломирао на Универзитету у Скопљу јула 1933. године. Током студентских дана упознао се са марксистичком литературом, ушао у раднички покрет и постао комуниста. Док је студирао у Скопљу упознао се и дружио с Кочом Рациним.
Током 1930-их је, уз Милована Ђиласа, испред КПЈ, један од главних протагониста полемичког сукоба са Мирославом Крлежом („сукоб на књижевној љевици“) око дискурса и естетике савремене књижевности. Зоговић износи мишљење да »колективистички књижевник носи у себи покрет који одговара покрету масе«.
У вријеме колонизације Косова, Радован Зоговић је један од првих пјесника који је описао призоре тешког живота црногорских досељеника и њихових нових сусједа, Албанаца, под монархистичком влашћу. О суровом животу у Метохији у том периоду најбоље говоре Зоговићева поема „Дошљаци“ („Али Бинак“). Објавио ју је у београдској „Нашој стварности“, 1937. године, односно у забрањеној књизи „Пламени голубови“.
1937. године у Загребу је штампана збирка пјесама о шпанској револуцији, које су написали Радован Зоговић, Чедомир Миндеровић, Душан Матић, Јован Поповић и А. Роглић. У то вријеме, Зоговић је био партијска веза за одлазак добровољаца у Шпанију.

### Народноослободилачка борба
Током другог светског рата, од првих дана устанка у Црној Гори 1941. године био је припадник и један од руководилаца партизанског покрета. Ратни пут почео је радом у устаничкој команди, за срез андријевички у Црној Гори, наставио га као издавач, заједно с Веселином Маслешом, малог хектографисаног листа Слобода, на планини Коњско код Берана, затим као члан пропагандног одјељења главног партизанског штаба за Црну Гору. У вријеме слома устанка, јуна 1942. године, Радован Зоговић и други руководиоци (Веселин Маслеша, Митар Бакић и Сава Ковачевић) посетили су партизанску болницу у селу Боричје, која је евакуисана са подручја Никшића, а тих је дана бомбардована.
У вријеме похода партизанских бригада у Босну 1942, Зоговић је био припадник 4. пролетерске црногорске бригаде. Када је у село Дринић на ослобођеној територији босанске крајине 5. октобра 1942. године стигла штампарија листа Борба, у редакцији су радили Радован и Вера Зоговић, скупа са осталима.
Током 1943. године, Радован Зоговић је био члан политодјела 1. пролетерске дивизије НОВЈ.

### Период СФРЈ
Зоговић је био један од главних људи Агитпропа у првим послијератним годинама. Био је члан Агитпропа ЦК КПЈ задужен за културу, члан ЦК КП Црне Горе (1948), кандидат за члана ЦК КПЈ (1948) и потпредсједник Удружења књижевника Југославије.
Послије 1948. својевољно се, као убеђени марксиста и симпатизер Совјетског Савеза, повукао с високих дужности у Југославији. Године 1949. искључен је из КПЈ и свих форума, разријешен свих дужности те стављен под партијски бојкот. У наредном периоду, његова дјела се више нису штампала.
1965. године прекинут је период Зоговићеве стигматизације заузимањем Мирослава Крлеже, лично код Тита, за објављивање Зоговићевих пјесама. „Просвета“ је штампала његову књигу пјесама Артикулисана ријеч (1965) и књигу прозе Пејзажи и нешто се дешава (1968), а црногорска „Луча“ избор из мојих пјесама Жилама за камен (1969) и друга дјела.
Радован Зоговић је преминуо у Београду, 5. јануара 1986. године. Црногорска академија наука и умјетности објавила је 1988. зборник радова Радован Зоговић, пјесник и човјек.
Преводио је с рускога. В. В. Мајаковски, М. Горки.
Његова супруга била је Вера Зоговић, а кћи Мирка Зоговић.

## Дјела
Његова је лирика испрва била изразито друштвено ангажирана и критичка, док у каснијим пјесмама претежу теме о младости, протоку времена и судбини.
- Пламени голубови, поезија, Нова књига, Загреб, 1937.
- Три чланка о српском епосу, есеј, Нова књига, Загреб, 1937.
- У марту 43-ће, Фрушка гора, Штаб 3. одреда оперативне зоне Хрватске, 1943?
- Пјесма о биографији друга Тита, Главни штаб НОВ и ПОВ 1943, Култура, Београд 1944. и 1945.
- Препорађање Бугарске, есеј, Борба, Београд, 1945.
- Трговци домовином, есеј, Извршни одбор Народног фронта Југославије, Београд, 1945.
- Сестра, приповетка, Војно-издавачки завод, Београд, 1945.
- Примјер како не треба правити примјере књижевности, есеј, Култура, Београд, 1947.
- На попришту, есеји, Култура, Београд, 1947.
- Пркосне строфе, поезија, Култура, Београд, 1947. (књига предратних, ратних и поратних пјесама)
- Његошева поема о борби и слободи, есеј, Просвета, Београд, 1949.
- Дошљаци: Пјесме Али Бинака, ауторско издање, Београд, 1958; Рилиндја, Приштина, 1968.
- Артикулисана ријеч, поезија, Просвета, Београд, 1965.
- Пејзажи и нешто се дешава, приповетке, Просвета, Београд, 1968.
- Жилама за камен, изабране песме, Графички завод, Титоград, 1969.
- Црногорске епске пјесме разних времена, аутор избора и предговора, Графички завод, Титоград, 1970.
- Лично, сасвим лично, поезија, Просвета, Београд, 1971.
- Књижевна суданија, полемички спис, ауторско издање, Београд, 1974.
- Књажевска канцеларија, поезија, Побједа, Титоград, 1976.
- Ноћ и пола вијека, проза, Матица српска, Нови Сад, 1978.
- Успутно о незаобилазном, есеји, ЦАНУ, Титоград, 1983.
- Повремено заувијек, поезија, Универзитетска ријеч, Титоград, 1985.
- Супрет за сјутра, поезија, Просвета, Београд, 1985.
- Кожух с пола рукава, роман, Народна књига, Београд, 1985; Подгорица, Вијести, 2006.
- Приповијетке, избор, Побједа, Титоград, 1985.
- Препјеви, ЦАНУ/Универзитетска ријеч, Титоград, 1989.
- Постајање и постојање, аутобиографски текстови, Матица српска, Нови Сад, прир. Вера Зоговић, 1993.
- Непокорност сна, Завет, Београд, 2001.
- Сабрана дјела у десет књига, Штампар Макарије/Октоих, Београд/ Подгорица, 2008.
- Спорник, избор поезије (Борислав Јовановић), Дукљанска академија наука и умјетности, Подгорица, 2009.
- Воћка на ударцу, избор поезије (Марко Вешовић), ОКФ, Цетиње, 2009.